# La Flamengrie, Nord
La Flamengrie là một xã ở tỉnh Nord trong vùng Hauts-de-France, Pháp.